# Санигия
Сани́гия — позднеантичное и раннесредневековое государственное образование племени санигов. Известно с I века н. э. В начале VI века было поглощено соседним, более сильным княжеством Абазгией.
Располагалось на территории современной Абхазии, а также Хостинского и Адлерского районов города Сочи Краснодарского края по берегу Чёрного моря между реками Жвава-Квара (около нынешнего Гагры) и Хоста (в нынешнем Сочи).
Столица — Цандрипш. Правящая династия — Цанба.